# Actinostemon schomburgkii
Actinostemon schomburgkii là một loài thực vật có hoa trong họ Đại kích. Loài này được (Klotzsch) Hochr. mô tả khoa học đầu tiên năm 1910.